# Histoire de l'hindouisme
Pour un article plus général, voir Hindouisme.
 (décembre 2017).

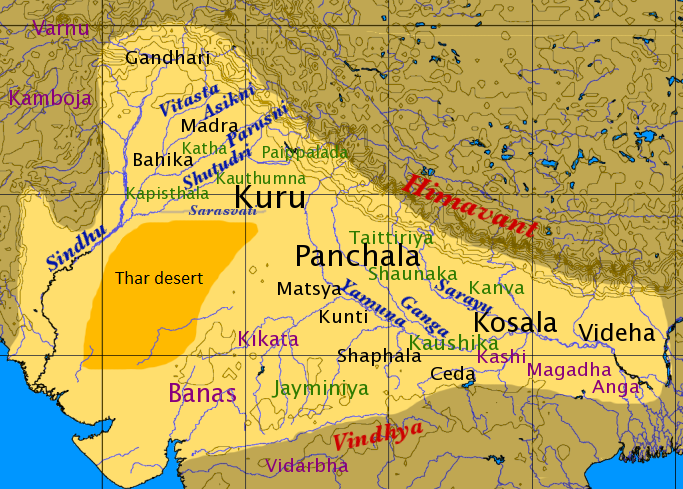
Région de l'Inde concernée par la période Védique

Hindouisme est un terme qui recouvre une grande variété de traditions du sous-continent indien. Les origines de cette religion aux multiples facettes sont très anciennes.

## Chronologie

### Préhistoire
L’existence d’une religion préhistorique en Inde a été trouvée dans les traces de la civilisation de la vallée de l'Indus, comprenant des bains rituels, des symboles phalliques semblables au Shiva Lingam contemporain, des swastika ainsi que de nombreuses figures représentant probablement des déesses mères, bien que certains chercheurs aient mis en doute leur fonction religieuse. Une représentation d’un yogi et une figure semblable à celle de Shiva ont été également trouvées au site archéologique de Mohenjo-daro. On y voit un homme entouré d’animaux assis dans une posture de yoga, les mains posées sur les genoux,. Sir John Marshall qui l’a découverte y voit un prototype du Shiva plus tardif.

### Antiquité

#### Civilisation de l'Indus
La civilisation de la vallée de l'Indus (5000 av. J.-C. – 1900 av. J.-C.), dite aussi « civilisation harappéenne », était une civilisation de l'Antiquité dont l'aire géographique s'étendait principalement dans la vallée du fleuve Indus dans le sous-continent indien (autour du Pakistan moderne). Bien que probable, l'influence qu'elle a pu avoir sur la culture hindoue contemporaine n'est pas clairement établie.

#### Période védique
Le védisme était la religion des Indo-européens qui pénétrèrent l’Inde en 1500 av J.-C. depuis le plateau iranien par l’Hindukush et se mélangèrent aux populations locales. La première littérature, composée entre 1500 av. J.-C. et 800 av. J.-C. et d’abord transmise oralement, est constituée des quatre Védas, Rig-Véda, Sama-Véda, Yajur-Véda et Atharva-Véda. Le Rig Véda étant le plus ancien. La tradition orale fut transcrite par écrit à partir de la période Pallava et Gupta.

#### Brahmanisme
Entre le Xe et le VIe siècle av. J.-C., les Mahajanapadas se forment sur les anciens petits royaumes des tribus védiques et sur les vestiges de la culture harappéenne. C’est dans cette période que la section des mantras du Véda est développée. La caste des prêtres védiques (les brahmanes) est florissante et de nombreuses écoles sont créées. Le développement de certaines portions du Véda se fait de manière stricte afin de préserver la pureté de la transmission au cours du temps. Cette période du brahmanisme va décliner avec l’apparition de traditions plus mystiques fondées sur les Upaniṣad qui s’opposent au ritualisme rigide de l’élite des prêtres. C’est l’époque où, pour les mêmes raisons, apparaît le bouddhisme. Il s’ensuivit que le jaïnisme et le bouddhisme prédominèrent pendant un certain temps, pour décliner au Moyen Âge et voir une renaissance du prestige de l’hindouisme par l’école de la Mîmâmsâ.

### Moyen Âge
Au VIIIe siècle l’âge d’or de l’hindouisme touchait à sa fin. De nombreuses sectes s’étaient approprié la littérature philosophique et s’engageaient dans des luttes intellectuelles. La compilation des Puranas fournit une portion mythique de son origine pour la population. Les grandes écoles du yoga, qui forment l’hindouisme tel qu’il fut étudié au XVIIIe siècle et XIXe siècle, se mirent en place.

### Conquête de l’Islam
Les rois musulmans étendirent leur règne dans les régions hindouistes et bouddhistes au VIIIe siècle et l’Islam commença à se répandre dans le sous-continent indien pendant plusieurs siècles. Du XVIe siècle au XVIIIe siècle, l’Empire moghol soumit les sujets hindous au statut de dhimmi. Mais l’hindouisme se releva à nouveau sous l’Empire marathe au XVIIIe siècle.

### Époque moderne
Du XVIIIe siècle au XIXe siècle, l’Inde fut à nouveau divisée en une multitude de petits royaumes instables. La totalité du sous-continent se trouva sous domination britannique au XIXe siècle. Au XIXe siècle, l’hindouisme vit se développer en son sein des nouveaux mouvements religieux inspirés du romantisme européen, du nationalisme, de l’ésotérisme occidental et de la théosophie, qui était populaire à cette époque (alors que dans le même temps, l’Inde influençait la culture orientale avec l’orientalisme et le style architectural hindouiste).
Les mouvements Brahmo Samaj et Arya Samaj sont apparus à cette période. Ramakrishna et Swami Vivekananda conduisirent une réforme de l’hindouisme à la fin du XIXe siècle influençant directement des personnalités comme Rabindranath Tagore, Gandhi, Subhash Chandra Bose, Satyendranath Bose, Meghnad Saha et Sœur Nivedita. Le voyage de Vivekananda en Occident contribua largement à répandre l’hindouisme dans le monde.

### Hindouisme contemporain
L’hindouisme moderne est le reflet des changements apparus au XIXe siècle. Ces divisions principales sont le vaishnavisme, le shivaïsme, le shaktisme et le smartisme. L’hindouisme s’est principalement exporté par le biais de personnalités comme Swami Prabhupada (fondateur de ISKCON), Sri Aurobindo, Meher Baba, Jiddu Krishnamurti, Osho, Maharishi Mahesh Yogi, Sathya Sai Baba, Mère Meera. L’Hindutva est un mouvement hindouiste nationaliste né dans les années 1920 qui reste une force politique importante en Inde.